# Gabriele Reinsch
Gabriele Reinsch (Cottbus, Alemania; 23 de septiembre de 1960) es una atleta alemana retirada especialista en lanzamiento de disco, prueba en la que, representando a Alemania del Este, consiguió una marca de 76.82 metros el 9 de julio de 1990 en la ciudad alemana de Nuevo Brandeburgo; esa marca es todavía el récord del mundo en dicha prueba.

## Competiciones internacionales
- En los Juegos Olímpicos de Seúl 1988 logró quedar en séptima posición con una marca de 67.26 metros; en dicha competición los primeros puestos estuvieron ocupados por Martina Hellmann y Diana Gansky, ambas de Alemania Oriental, con unos lanzamientos de 72.30 y 71.88 metros respectivamente, y por la búlgara Tsvetanka Khristova (bronce con 69.74 metros).
- Y en el Campeonato Europeo de Atletismo de 1990 celebrado en Split, logró quedar en cuarta posición con una marca de 66.08 metros. En primer puesto quedó su compatriota Ilke Wyludda (oro con 68.46 metros), la plata fue para la soviética Olga Burova con 66.72 metros, y el bronce para la atleta de Alemania del Este Martina Hellmann con 66.66 metros.